# Sigan corail
Siganus corallinus
Espèce
Le Sigan corail (Siganus corallinus) est une espèce de poissons marins, originaire de l'océan Indien oriental.